# R. V. C. Bodley
Pour les articles homonymes, voir Bodley.
Ronald Victor Courtenay Bodley est un auteur, journaliste et officier de la British Army, né à Paris le 3 mars 1892 et mort le 26 mai 1970 dans le district de Waverley.
Il vit en France jusqu'à l'âge de neuf ans, avant de fréquenter le Collège d'Eton, puis le Collège militaire royal de Sandhurst. Il sert durant la Première Guerre mondiale avec le Corps royal des fusiliers du Roi. Après la guerre, il effectue un périple de sept ans à travers le désert du Sahara, puis traverse l'Asie. Bodley écrit plusieurs ouvrages, où il relate les détails de ses voyages. Il est considéré par les historiens comme l'un des écrivains britanniques les plus éminents sur le Sahara, mais également l'une des principales sources occidentales d'information sur le Mandat des îles du Pacifique.